# Берлінський міжнародний кінофестиваль 2013
63-й Берлінський міжнародний кінофестиваль (Берлінале) — кінофестиваль, який проходив з 7 лютого по 17 лютого 2013 року в столиці Німеччини. Журі основної конкурсної програми очолив гонконзький кінорежисер Вонг Карвай. Кіноогляд відкрив біографічний фільм його авторства «Великі майстри». Головний приз «Золотий ведмідь» одержав фільм румунського кінорежисера Келіна Петера Нецера «Поза дитини»

## Журі

### Основний конкурс

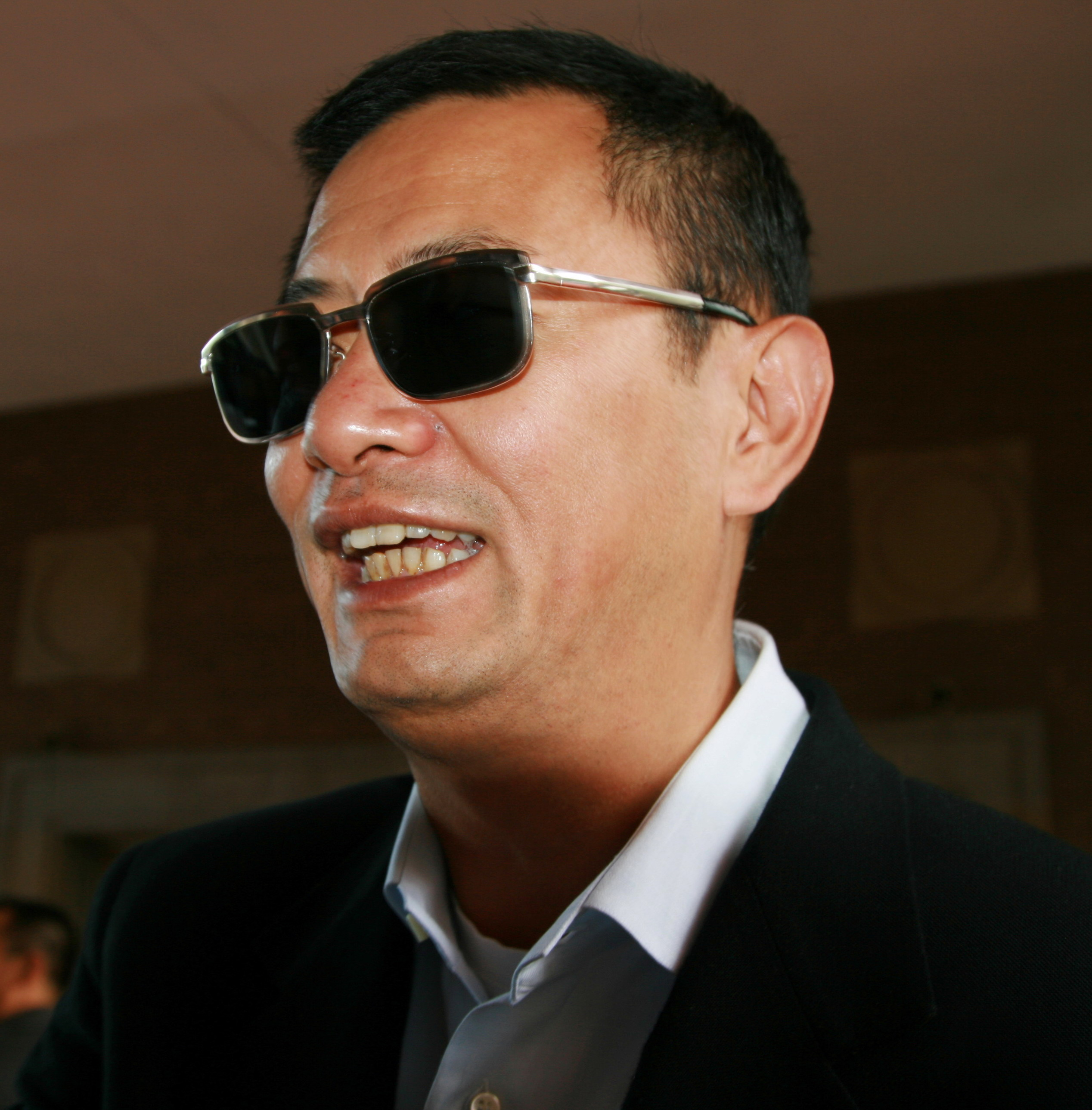
Голова журі Вонг Карвай

- Вонг Карвай, кінорежисер та сценарист () — голова
- Тім Роббінс, актор ( США)
- Сюзанна Бір, кінорежисер, сценарист та продюсер ( Данія)
- Андреас Дрезен, кінорежисер ( Німеччина)
- Еллен Керас, кінооператор ( США)
- Афіна Рахель Цангарі, продюсер ( Греція)
- Ширін Нешат, фотохудожник та кінорежисер ( Іран)

## Конкурсна програма

### Основний конкурс
| Українська Назва           | Оригінальна назва                         | Режисер                        | Країна                    |
| -------------------------- | ----------------------------------------- | ------------------------------ | ------------------------- |
| В ім'я...                  | W imie…                                   | Малгожата Шумовська            | Польща                    |
| Вік і Фло побачили ведмедя | Vic et Flo ont vu un ours                 | Дені Коте                      | Канада                    |
| Закохатися до смерті       | The Necessary Death of Charlie Countryman | Фредрік Бонд                   | США                       |
| Довге щасливе життя        |                                           | Борис Хлєбніков                | Росія                     |
| Уроки гармонії             | Uroki garmonii                            | Емір Байгазін                  | Казахстан Німеччина       |
| Побічний ефект             | Side Effects                              | Стівен Содерберг               | США                       |
| Земля обітована            | Promised Land                             | Гас Ван Сент                   | США                       |
| Золото                     | Gold                                      | Томас Арслан                   | Німеччина                 |
| Каміла Клодель, 1915       | Camille Claudel, 1915                     | Брюно Дюмон                    | Франція                   |
| Повелитель лавин           | Prince Avalanche                          | Девід Гордон Грін              | США                       |
| Поза дитини                | Pozitia copilului                         | Келін Петер Нецер              | Румунія                   |
| Закрита завіса             | Parde                                     | Джафар Панагі Камбузья Партові | Іран                      |
| Рай: Надія                 | Paradies: Hoffnung                        | Ульріх Зайдль                  | Австрія Франція Німеччина |
| Нічия дочка Хевон          | Nugu-ui Ttal-do Anin                      | Хон Сан Су                     | Південна Корея            |

## Участь України
Україна на Берлінале 2013 присутня в програмі «Кампус талантів» і на Європейському кіноринку.
У «Кампусі» і загалом в Берлінале бере участь український режисер—документаліст з Києва Дмитро Сухолиткий-Собчук з повнометражним дебютом «Красна Маланка» про святкування Маланки в буковинському селі Красне.
На Європейському кіноринку фестивалю вже втретє представлено стенд українського кіно під назвою Ukrainian Film Corner. Заплановано також три програми: «Українська реставрована кінокласика: 1924—1982», «Українські нові фільми 2012—2013: трейлери» і «Українське короткометражне кіно 2012—2013»; окрім того відбудуться презентації каталогу українських фільмів 2012—2013 рр. і кінопроєктів «Параджанов» (режисери Олена Фетісова, Серж Аведикян) та «Іван Сила» (Віктора Андрієнка). Планується показ «Землі» Олександра Довженка у супроводі етно-гурту «ДахаБраха», який має відбутися 11 лютого 2013 року в берлінському кінотеатрі «Вавилон».
Добірка короткометражного кіно, яку буде показано 12 лютого, складається з 5 фільмів: «Уроки української» Руслана Батицького, «Дорога» Максима Ксєнди, «Помин» Ірини Цілик, «Перший крок у хмарах» Аліни Горлової та «Не менш ніж 50 кг» Марини Артеменко.
У конкурсній програмі 63-го Берлінського кінофестивалю українські стрічки не представлені.

## Нагороди
- «Золотий ведмідь» як найкращий фільм — «Poziția Copilului» / «Child's Pose» («Поза дитини»), режисер Калин Пітер Нецер (Румунія).

- «Срібний ведмідь» Великий приз журі — фільм «An Episode in the Life of an Iron Picker» (Епізод із життя збирача заліза) Даніса Тановіча (Боснія і Герцеговина).

- «Срібний ведмідь» за найкращу режисуру — Девід Гордон Грін (США), за фільм «Prince Avalanche» («Повелитель лавин»).

- «Срібний ведмідь» за найкращий сценарій — Джафар Панагі (Іран) за фільм «Closed curtain» («Закрита завіса»).

- «Срібний ведмідь» за найкращого актора — Назіф Мужич за роль у фільмі «An Episode in the Life of an Iron Picker» (Епізод із життя збирача заліза) Даніса Тановіча (Боснія і Герцеговина).

- «Срібний ведмідь» за найкращу актрису — Пауліна Гарсіа за головну роль в чилійській трагікомедії «Gloria» (Глорія).

- «Срібний ведмідь» за найкращу художню роботу при зйомках — Азіз Джамбакіев (Казахстан) за фільм «Уроки гармонії».

- «Золотий ведмідь» за найкращий короткометражний фільм — «La Fugue» (Втеча), Жан-Бернар Марлен (Франція).

- «Срібний ведмідь» приз журі за короткометражний фільм — «Die Ruhe bleibt» (Спокій залишається), Штефан Крікхауз (Німеччина).